# Mounds (Illinois)
Ne doit pas être confondu avec Mound City (Illinois).
Pour les articles homonymes, voir Mounds.
Mounds est une petite ville du comté de Pulaski dans l'Illinois aux États-Unis. Elle est incorporée le 8 février 1904.

## Démographie
Lors du recensement de 2010, la ville comptait une population de 810 habitants. Elle est estimée, en 2016, à 737 habitants.

## Personnalités originaires de la ville
- Ivory "Deek" Watson, membre du groupe The Ink Spots.
- Eric Hargan, homme politique.

## Source de la traduction
- (en) Cet article est partiellement ou en totalité issu de l’article de Wikipédia en anglais intitulé « Mounds, Illinois » (voir la liste des auteurs).